# مؤسسة حجي مهدي دولتي (ملاثاني)
مؤسسة حجي مهدي دولتي (بالإنجليزية: Moasseseh-ye Hajj Mehdi Dowlati)‏ هي منطقة سكنية تقع في إيران في قسم ملاثاني الريفي.